# متلازمة تروتر
متلازمة تروتر (بالإنجليزية: Trotter's syndrome)‏ هي مجموعة من الأعراض المُرتبطة بأنواع معينة من سرطان البلعوم الأنفي المُتقدم. يحدث الأَلم في هذه المُتلازمة بسبب العصب الفكي السُفلي في الثقبة البيضوية، حيثُ يعتبر الورم من خلالها ويدخل قبة الجمجمة. تشمل المُتلازمة الأعراض التالية:
1. صمم توصيلي أحادي الجانب؛ بسبب الانصباب من الأذن الوسطى.
2. ألم العصب ثلاثي التوائم، بسبب الانتشار إلى ظهارة الحزمة العصبية.
3. توقف (عدم حركة) الحنك الرخو
4. صعوبة في فتح الفم.